# Archanara strigosa
Archanara strigosa är en fjärilsart som beskrevs av Otto Staudinger 1892. Archanara strigosa ingår i släktet Archanara och familjen nattflyn. Inga underarter finns listade i Catalogue of Life.